# Piast Eufémia karintiai hercegné
Piast Eufémia (1278 körül – 1347. június) liegnitzi hercegnő, házassága révén karintiai hercegné és tiroli grófné.

## Élete
Édesapja V. (Kövér) Henrik liegnitzi herceg, II. Boleszláv boroszlói herceg és Hedwig anhalti grófnő fia. Édesanyja Piast Erzsébet kaliszi hercegnő, Jámbor Boleszláv kaliszi és gnieznói herceg és Árpád-házi Boldog Jolán magyar hercegnő leánya.
Eufémia volt szülei második gyermeke. Később még hat testvére született.
Eufémia férje 1310. május 28-án meghalt, és mivel nem született fiúgyermekük, Eufémia sógora II. Henrik cseh király örökölte Karintia és Tirol trónját.

## Gyermekei
Eufémia 1297-ben ment feleségül II. Ottó karintiai herceghez. Házasságukból négy leánygyermek született:
- Erzsébet (1298–1352), 1322. április 23-án Cataniában feleségül ment II. Péter ifjabb szicíliai királyhoz, aki 1337-től 1342-ig uralkodott egyeduralkodóként Szicília felett.
- Anna (1300–1331), 1328-ban feleségül ment II. Rudolf pfalzi választófejedelemhez. Az ő leánya volt Pfalzi Anna német királyné, IV. Károly német-római császár második felesége.
- Orsolya (–1327)
- Eufémia (–1329/30)